# Norra Savadkuh
Norra Savadkuh (persiska: سوادکوه شمالی, Savadkuh-e Shomali), eller Shahrestan-e Savadkuh-e Shomali (شهرستان سوادکوه شمالی), är en delprovins (shahrestan) i Iran. Den ligger i provinsen Mazandaran, i den norra delen av landet. Administrativt centrum är staden Shirgah.
Delprovinsen hade 24 834 invånare 2016.